# Black Lake, Frontenac County
Black Lake är en sjö i Kanada.   Den ligger i provinsen Ontario, i den sydöstra delen av landet, 110 km sydväst om huvudstaden Ottawa. Black Lake ligger 198 meter över havet. Arean är 0,45 kvadratkilometer. Den ligger vid sjön Sharbot Lake. Den sträcker sig 1,3 kilometer i nord-sydlig riktning, och 0,9 kilometer i öst-västlig riktning.
I omgivningarna runt Black Lake växer i huvudsak blandskog. Runt Black Lake är det mycket glesbefolkat, med 7 invånare per kvadratkilometer.